# Acajete (Puebla)
Acajete (del nahuatl: Atl, Caxitl, Tetl ‘agua, escudilla, piedra’‘Escudilla de agua’) es una localidad  en el estado de  Puebla  , es la cabecera del municipio homónimo. Forma parte del valle de Tepeaca, sus coordenadas geográficas son: los paralelos 19°0′30″ y 19°11′6″ de latitud norte y los meridianos 97°53′54″ y 98°0′0″ de longitud occidental.

## Historia
Antes de 1521. Grupos popolacas y nahuas ocuparon el lugar, a la llegada de los españoles su población era de aproximadamente 12000 habitantes.
1521-1523: Se funda oficialmente la población.
En el año 2023, se cumplieron 500 años desde la fundación del municipio.
1750: El municipio forma parte de la jurisdicción eclesiástica de Tepeaca, como también fue tenientazgo.
1839: El 3 de mayo el General Santa Ana derrotó a José Antonio Mejía y José Urrea, quienes se habían sublevado en Tampico en contra del Presidente Anastasio Bustamante.
1895: Acajete es declarado Municipio Libre.
1927: Se inicia el reparto agrario en acatamiento a una orden de la Presidencia de la República, con la entrega física de unos terrenos de la Hacienda de Guadalupe en favor de campesinos de la misma comunidad, por el presidente municipal, Isidoro Vivanco Loranca, quien minutos más tarde es asesinado a balazos cerca de la Presidencia Municipal por el hacendado Rafael Vargas, sin que se hiciera justicia a los familiares.
1934: En se produce un linchamiento de fanáticos católicos en contra de una familia de evangelistas, quemando viva a la señora Micaela Ortega dentro de su propia casa y asesinan a un militar, por lo que las autoridades correspondientes, trasladaron al penal de las Islas Marías al párroco de la Iglesia Católica del pueblo, así como a Pedro Loranca y Eligio Díaz quienes en esa época eran las autoridades locales.
10 de septiembre de 1968: En la Junta Auxiliar de San Juan Tepulco, perteneciente a este Municipio de Acajete, al morir accidentalmente un evangelista, de los 23 que se estaban organizando para construir su templo, se produce otro movimiento de fanáticos católicos, para impedir que se sepultara en el panteón que se ubicaba frente a la Iglesia Católica, por ser un comunista, sugestionados en aquella época por la intensa propaganda que se hacía en contra del Movimiento Estudiantil de ese año, pues en cualquier lugar de los pueblos del Estado, o de la misma ciudad de Puebla, se leía la consigna de ¡Cristianismo sí, Comunismo no!; como ya habían transcurrido más de 48 horas, sin que los católicos dejaran sepultar al evangelista, ni dejaban que los familiares sacaran el cuerpo de su casa, el presidente municipal de Acajete, solicitó al Director de Gobernación del Estado, que interviniera la Policía Estatal para controlar la situación.
Ante tal situación, el día 13 del mismo mes: Gobernación mandó a unos granaderos y camionetas con policías estatales, no sin antes de un enfrentamiento con los pobladores que habían bloqueado la entrada al pueblo, con piedras de gran tamaño para que no pudiera salir la policía, por lo que ésta se vio obligada a realizar 25 descargas de máuser para poder salir, además de que resultó una camioneta con cristales rotos y de llevarse a uno de ellos detenido, la corporación trasladó el cadáver al panteón de Acajete, que también se encontraba frente iglesia católica y se retiró del lugar, pero algunos de sus pobladores tampoco lo dejaron sepultar; por lo que al otro día 14, más de dos mil habitantes de Tepulco, invadieron las calles adyacentes al Palacio Municipal de Acajete, y al no encontrar al Presidente Municipal, tomaron como rehén al entonces, Pasante de Leyes José Trinidad Vivanco, quien desempeñaba el cargo de Agente Subalterno del Ministerio Público y en coro gritaban ¡mátenlo, quémenlo¡; lo metieron en la cárcel municipal durante tres horas, tiempo en que manifestaban toda clase de ofensas y manifestaban que no lo liberarían hasta que llegará el presidente municipal y les devolvieran a su detenido; sin embargo, el Agente con argumentos se defendió para conseguir su libertad.

## Demografía
De acuerdo al último censo de población, realizado en 2010, en la localidad viven 20 923 personas.
| Gráfica de evolución demográfica de Acajete entre 1900 y 2010 |
|                                                               |
| Instituto nacional de estadística y geografía (INEGI)         |

## Principales actividades de los habitantes
Los habitantes de Acajete se dedican principalmente a la siembra y cultivo de maíz, frijol, durazno, capulin, calabaza, entre otros productos característicos de la población. Así como a las actividades de construcción (albañilería, plomeria, herrería y carpintería) y otra actividad característica de los habitantes de Acajete consiste en el polarizado de automóviles que llevan a cabo principalmente los jóvenes de la localidad.

## Otros datos
La población de Acajete, se fundó hace más de 500 años, cuenta con buenas vías de comunicación en todas direcciones. Por su cercanía la Malintzi, cuenta con el recurso de agua además, tiene yacimientos de agua, es de clima templado subhumedo, cuenta con bancos de arena, piedra y barro que se utilizan en la construcción. También cuenta con piedra mármol y sus derivados como la cal y la arcilla.
En el año 2014 el Municipio de Acajete ha tenido por primera vez en su historia una elección extraordinaria para elegir Presidente Municipal; donde por segunda vez resultó elegido el C. Antonio Aguilar Reyes tras haber trabajado en dos contiendas electorales.

## Económico
La cabecera municipal en los recientes años ha recibido importantes inversiones por parte de cadenas comerciales nacionales e internacionales bajo el concepto de supermercado básico, tienda de ropa y farmacias. Con esto, la comunidad se ha visto beneficiada ya que los servicios y oportunidades laborales han impulsado a la economía de la población.